# Thymochares frontanguolus
Thymochares frontanguolus är en insektsart som beskrevs av Günther, K. 1974. Thymochares frontanguolus ingår i släktet Thymochares och familjen torngräshoppor. Inga underarter finns listade i Catalogue of Life.